# Archaeopteryx
Archaeopteryx, còn gọi là chim thủy tổ hoặc điểu long lông vũ, sống vào cuối kỷ Jura khoảng 150 triệu năm trước, tại nơi ngày nay là miền nam Đức khi châu Âu còn là nhiều quần đảo trong vùng biển nông nhiệt đới, gần với đường xích đạo hơn hiện tại. Kích thước hầu hết bằng chim ác là, cá thể lớn nhất bằng một con quạ, Archaeopteryx có chiều dài 0,5 m (1 ft 8 in). Chúng có kích thước nhỏ, cánh rộng, và được cho là có khả năng bay hay lướt, Archaeopteryx có nhiều đặc điểm của khủng long Đại Trung sinh hơn là chim. Về chi tiết, nó có các đặc điểm sau của nhóm deinonychosauria (dromaeosauridae và troodontidae): hàm có răng sắc, ba ngón tay có vuốt trên mỗi bàn tay, một cái đuôi dài, ngón chân có thể co duỗi ("killing claw"), lông vũ và nhiều đặc điểm khác.
Những đặc điểm này khiến Archaeopteryx được coi là hóa thạch chuyển tiếp giữa khủng long và chim. Do đó, Archaeopteryx đóng một vai trò quan trọng, không chỉ trong nghiên cứu nguồn gốc chim, mà còn cả trong nghiên cứu khủng long. Chúng được đặt tên theo một hóa thạch lông vũ năm 1861. Cùng năm đó, mẫu vật Archaeopteryx hoàn chỉnh đầu tiên được công bố. Nhiều mẫu vật Archaeopteryx đã dược phát hiện. Mặc dù có biến thể, các nhà nghiên cứu cho rằng tất cả các hóa thạch này đều của một loài duy nhất, mặc dù vẫn còn nhiều tranh cãi.
Mẫu vật điển hình của Archaeopteryx được phát hiện 2 năm sau khi Charles Darwin ra mắt cuốn Nguồn gốc các loài. Archaeopteryx đã củng cố lý thuyết của Darwin và là mảnh ghép ban đầu của bí ẩn nguồn gốc loài chim, hóa thạch chuyển tiếp và tiến hóa.

## Mô tả

Các mẫu vật so sánh với con người theo tỷ lệ

Hầu hết các mẫu vật của Archaeopteryx được phát hiện từ tầng đá vôi Solnhofen ở Bavaria, miền nam Đức, là một lagerstätte, một dạng địa chất hiếm và đáng chú ý bởi các hóa thạch được bảo quản trong điều kiện hoàn hảo tới từng chi tiết có niên đại vào khoảng giai đoạn Tithonia sớm của kỷ Jura, từ 150.8–148.5 triệu năm trước.
Archaeopteryx có kích thước, với đôi cánh rộng tròn ở hai đầu cánh và một cái đuôi khá dài so với chiều dài cơ thể. Chúng có thể đạt tới chiều dài 500 mm, với khối lượng ước tính khoảng từ 0,8 đến 1 kg. Lông vũ Archaeopteryx, mặc dù ít được ghi nhận hơn các đặc điểm khác, lại có cấu trúc rất giống với lông vũ hiện đại. Mặc dù có nhiều đặc điểm của chim, Archaeopteryx cũng sở hữu nhiều đặc điểm của khủng long phi điểu. Không giống như các loài chim hiện đại, 'Archaeopteryx có hàm răng nhỏ,  cũng như đuôi dài, những đặc điểm mà chúng chia sẻ với các loài khủng long đương thời.
Bởi vì nó có các đặc điểm phổ biến ở cả chim và khủng long phi điểu, Archaeopteryx thường được coi là một mắt xích nằm giữa chúng. Vào những năm 1970, John Ostrom, theo bước tiên phong của Thomas Henry Huxley năm 1868, đã lập luận rằng những con chim tiến hóa từ nhóm khủng long chân thú và Archaeopteryx là một bằng chứng quan trọng cho luận điểm này; nó có một số đặc điểm của chim, chẳng hạn như xương đòn, lông vũ, cánh và ngón chân đầu tiên bị đảo ngược cùng với cả những đặc tính từ khủng long. Ví dụ, nó có một bướu hướng xuống dài ở xương mắt cá chân, các vòm kẽ răng, một bướu trám bịt thuộc ụ ngồi và các xương chevron dài ở đuôi. Cụ thể là, Ostrom phát hiện ra rằng Archaeopteryx khá giống với họ khủng long chân thú Dromaeosauridae.

### Bộ lông chim
Mẫu vật của Archaeopteryx rất đáng chú ý do lông bay phát triển rất tốt của chúng. Chúng không đối xứng rõ rệt và cho thấy cấu trúc của lông bay ở các loài chim hiện đại, với các vane được ổn định bằng kiểu sắp xếp barb-barbule-barbicel (các dạng lông tơ trên lông vũ).[27] Lông đuôi bất đối xứng thấp hơn rất giống với các loài chim hiện đại và cũng có vane chắc chắn. Ngón cái chưa có một búi lông cứng hay lông giả có thể di chuyển riêng.

## Phân loại
Ngày nay, các hóa thạch thường được coi là của loài A. lithographica, nhưng lịch sử phân loại khá phức tạp. Hàng chục tên gọi khoa học đã được công bố cho một ít các mẫu vật, phần lớn trong chúng đơn giản chỉ là lỗi do cách phát âm (lapsus). Ban đầu, tên gọi A. lithographica chỉ là để nói tới một chiếc lông vũ do von Meyer miêu tả. Năm 1960, Swinton đề nghị rằng tên gọi Archaeopteryx lithographica cần được chuyển chính thức từ chiếc lông vũ sang cho mẫu vật tại London. ICZN đã loại bỏ tình trạng thừa thãi các tên gọi thay thế khác mà ban đầu được đề nghị cho các mẫu vật đầu tiên còn bộ xương,, trong đó chủ yếu là kết quả tạo ra từ tranh luận gay gắt giữa von Meyer và đối thủ của ông là Johann Andreas Wagner (mà Griphosaurus problematicus—"Thằn lằn-bí ẩn có vấn đề" của ông là sự chế nhạo cay độc đối với Archaeopteryx của von Meyer). Ngoài ra, miêu tả về các hóa thạch Archaeopteryx như là thằn lằn có cánh (Pterosauria) trước khi bản chất tự nhiên thật sự của chúng được công nhận cũng bị loại bỏ.
Mối quan hệ giữa các mẫu vật cũng có vấn đề. Phần lớn các mẫu vật sau đó đã được đặt tên loài riêng của chính chúng theo quan điểm này hay quan điểm khác. Mẫu vật tại Berlin được gọi là Archaeornis siemensii, mẫu vật tại Eichstätt là Jurapteryx recurva, mẫu vật tại Munich là Archaeopteryx bavarica còn mẫu vật tại Solnhofen là Wellnhoferia grandis.
Gần đây, người ta cho rằng tất cả các mẫu vật này đều thuộc về một loài. Tuy nhiên, các khác biệt đáng kể vẫn tồn tại giữa các mẫu vật. Cụ thể, các mẫu vật tại Munich, Eichstätt, Solnhofen và Thermopolis khác với các mẫu vật tại London, Berlin và Haarlem ở chỗ là hoặc là nhỏ hơn hoặc là lớn hơn nhiều, với các tỷ lệ ngón khác biệt, các mỏ mảnh dẻ hơn, các hàng răng chĩa về phía trước và khả năng tồn tại của xương ức. Các khác biệt này là lớn bằng hoặc lớn hơn các khác biệt mà ngày nay người ta thấy ở chim trưởng thành của các loài khác nhau. Tuy nhiên, cũng có thể là các khác biệt này được giải thích là do niên đại khác nhau của các loài chim còn sinh tồn.
Cuối cùng, cần lưu ý rằng chiếc lông, mẫu vật đầu tiên của Archaeopteryx đã miêu tả, không trùng khớp hoàn toàn với những chiếc lông liên quan tới bay lượn của Archaeopteryx. Nó dĩ nhiên là lông của loài đương thời, nhưng kích thước và các tỷ lệ của nó chỉ ra rằng nó có thể thuộc về một loài khủng long có lông vũ vẫn chưa được khám phá ra. Do chiếc lông này là mẫu vật điển hình ban đầu, điều này đã tạo ra một vài sự lộn xộn danh pháp.
Phía dưới là phát sinh loài năm 2013 của Godefroit et al.
|  | Shenzhouraptor |
|  |                |
|  | Rahonavis      |
|  |                |

|  | Balaur                          |
|  |                                 |
|  | \| \| Avebrevicauda \| \| \| \| |
|  |                                 |
|  | Avebrevicauda                   |
|  |                                 |

|  | Avebrevicauda |
|  |               |

|  | Shenzhouraptor |
|  |                |
|  | Rahonavis      |
|  |                |

|  | Balaur                          |
|  |                                 |
|  | \| \| Avebrevicauda \| \| \| \| |
|  |                                 |
|  | Avebrevicauda                   |
|  |                                 |

|  | Avebrevicauda |
|  |               |

|  | Shenzhouraptor |
|  |                |
|  | Rahonavis      |
|  |                |

|  | Balaur                          |
|  |                                 |
|  | \| \| Avebrevicauda \| \| \| \| |
|  |                                 |
|  | Avebrevicauda                   |
|  |                                 |

|  | Avebrevicauda |
|  |               |

|  | Shenzhouraptor |
|  |                |
|  | Rahonavis      |
|  |                |

|  | Balaur                          |
|  |                                 |
|  | \| \| Avebrevicauda \| \| \| \| |
|  |                                 |
|  | Avebrevicauda                   |
|  |                                 |

|  | Avebrevicauda |
|  |               |

|  | Shenzhouraptor |
|  |                |
|  | Rahonavis      |
|  |                |

|  | Balaur                          |
|  |                                 |
|  | \| \| Avebrevicauda \| \| \| \| |
|  |                                 |
|  | Avebrevicauda                   |
|  |                                 |

|  | Avebrevicauda |
|  |               |

|  | Shenzhouraptor |
|  |                |
|  | Rahonavis      |
|  |                |

|  | Balaur                          |
|  |                                 |
|  | \| \| Avebrevicauda \| \| \| \| |
|  |                                 |
|  | Avebrevicauda                   |
|  |                                 |

|  | Avebrevicauda |
|  |               |

|  | Shenzhouraptor |
|  |                |
|  | Rahonavis      |
|  |                |

|  | Balaur                          |
|  |                                 |
|  | \| \| Avebrevicauda \| \| \| \| |
|  |                                 |
|  | Avebrevicauda                   |
|  |                                 |

|  | Avebrevicauda |
|  |               |

|  | Shenzhouraptor |
|  |                |
|  | Rahonavis      |
|  |                |

|  | Balaur                          |
|  |                                 |
|  | \| \| Avebrevicauda \| \| \| \| |
|  |                                 |
|  | Avebrevicauda                   |
|  |                                 |

|  | Avebrevicauda |
|  |               |

|  | Shenzhouraptor |
|  |                |
|  | Rahonavis      |
|  |                |

|  | Balaur                          |
|  |                                 |
|  | \| \| Avebrevicauda \| \| \| \| |
|  |                                 |
|  | Avebrevicauda                   |
|  |                                 |

|  | Avebrevicauda |
|  |               |

|  | Shenzhouraptor |
|  |                |
|  | Rahonavis      |
|  |                |

|  | Balaur                          |
|  |                                 |
|  | \| \| Avebrevicauda \| \| \| \| |
|  |                                 |
|  | Avebrevicauda                   |
|  |                                 |

|  | Avebrevicauda |
|  |               |

|  | Shenzhouraptor |
|  |                |
|  | Rahonavis      |
|  |                |

|  | Balaur                          |
|  |                                 |
|  | \| \| Avebrevicauda \| \| \| \| |
|  |                                 |
|  | Avebrevicauda                   |
|  |                                 |

|  | Avebrevicauda |
|  |               |

|  | Shenzhouraptor |
|  |                |
|  | Rahonavis      |
|  |                |

|  | Balaur                          |
|  |                                 |
|  | \| \| Avebrevicauda \| \| \| \| |
|  |                                 |
|  | Avebrevicauda                   |
|  |                                 |

|  | Avebrevicauda |
|  |               |

|  | Shenzhouraptor |
|  |                |
|  | Rahonavis      |
|  |                |

|  | Balaur                          |
|  |                                 |
|  | \| \| Avebrevicauda \| \| \| \| |
|  |                                 |
|  | Avebrevicauda                   |
|  |                                 |

|  | Avebrevicauda |
|  |               |

|  | Shenzhouraptor |
|  |                |
|  | Rahonavis      |
|  |                |

|  | Balaur                          |
|  |                                 |
|  | \| \| Avebrevicauda \| \| \| \| |
|  |                                 |
|  | Avebrevicauda                   |
|  |                                 |

|  | Avebrevicauda |
|  |               |

|  | Shenzhouraptor |
|  |                |
|  | Rahonavis      |
|  |                |

|  | Balaur                          |
|  |                                 |
|  | \| \| Avebrevicauda \| \| \| \| |
|  |                                 |
|  | Avebrevicauda                   |
|  |                                 |

|  | Avebrevicauda |
|  |               |

|  | Shenzhouraptor |
|  |                |
|  | Rahonavis      |
|  |                |

|  | Balaur                          |
|  |                                 |
|  | \| \| Avebrevicauda \| \| \| \| |
|  |                                 |
|  | Avebrevicauda                   |
|  |                                 |

|  | Avebrevicauda |
|  |               |

|  | Shenzhouraptor |
|  |                |
|  | Rahonavis      |
|  |                |

|  | Balaur                          |
|  |                                 |
|  | \| \| Avebrevicauda \| \| \| \| |
|  |                                 |
|  | Avebrevicauda                   |
|  |                                 |

|  | Avebrevicauda |
|  |               |

|  | Shenzhouraptor |
|  |                |
|  | Rahonavis      |
|  |                |

|  | Balaur                          |
|  |                                 |
|  | \| \| Avebrevicauda \| \| \| \| |
|  |                                 |
|  | Avebrevicauda                   |
|  |                                 |

|  | Avebrevicauda |
|  |               |

|  | Shenzhouraptor |
|  |                |
|  | Rahonavis      |
|  |                |

|  | Balaur                          |
|  |                                 |
|  | \| \| Avebrevicauda \| \| \| \| |
|  |                                 |
|  | Avebrevicauda                   |
|  |                                 |

|  | Avebrevicauda |
|  |               |

|  | Shenzhouraptor |
|  |                |
|  | Rahonavis      |
|  |                |

|  | Balaur                          |
|  |                                 |
|  | \| \| Avebrevicauda \| \| \| \| |
|  |                                 |
|  | Avebrevicauda                   |
|  |                                 |

|  | Avebrevicauda |
|  |               |

|  | Shenzhouraptor |
|  |                |
|  | Rahonavis      |
|  |                |

|  | Balaur                          |
|  |                                 |
|  | \| \| Avebrevicauda \| \| \| \| |
|  |                                 |
|  | Avebrevicauda                   |
|  |                                 |

|  | Avebrevicauda |
|  |               |

|  | Shenzhouraptor |
|  |                |
|  | Rahonavis      |
|  |                |

|  | Balaur                          |
|  |                                 |
|  | \| \| Avebrevicauda \| \| \| \| |
|  |                                 |
|  | Avebrevicauda                   |
|  |                                 |

|  | Avebrevicauda |
|  |               |

|  | Shenzhouraptor |
|  |                |
|  | Rahonavis      |
|  |                |

|  | Balaur                          |
|  |                                 |
|  | \| \| Avebrevicauda \| \| \| \| |
|  |                                 |
|  | Avebrevicauda                   |
|  |                                 |

|  | Avebrevicauda |
|  |               |

|  | Shenzhouraptor |
|  |                |
|  | Rahonavis      |
|  |                |

|  | Balaur                          |
|  |                                 |
|  | \| \| Avebrevicauda \| \| \| \| |
|  |                                 |
|  | Avebrevicauda                   |
|  |                                 |

|  | Avebrevicauda |
|  |               |

|  | Shenzhouraptor |
|  |                |
|  | Rahonavis      |
|  |                |

|  | Balaur                          |
|  |                                 |
|  | \| \| Avebrevicauda \| \| \| \| |
|  |                                 |
|  | Avebrevicauda                   |
|  |                                 |

|  | Avebrevicauda |
|  |               |

|  | Shenzhouraptor |
|  |                |
|  | Rahonavis      |
|  |                |

|  | Balaur                          |
|  |                                 |
|  | \| \| Avebrevicauda \| \| \| \| |
|  |                                 |
|  | Avebrevicauda                   |
|  |                                 |

|  | Avebrevicauda |
|  |               |

|  | Shenzhouraptor |
|  |                |
|  | Rahonavis      |
|  |                |

|  | Balaur                          |
|  |                                 |
|  | \| \| Avebrevicauda \| \| \| \| |
|  |                                 |
|  | Avebrevicauda                   |
|  |                                 |

|  | Avebrevicauda |
|  |               |

|  | Shenzhouraptor |
|  |                |
|  | Rahonavis      |
|  |                |

|  | Balaur                          |
|  |                                 |
|  | \| \| Avebrevicauda \| \| \| \| |
|  |                                 |
|  | Avebrevicauda                   |
|  |                                 |

|  | Avebrevicauda |
|  |               |

|  | Shenzhouraptor |
|  |                |
|  | Rahonavis      |
|  |                |

|  | Balaur                          |
|  |                                 |
|  | \| \| Avebrevicauda \| \| \| \| |
|  |                                 |
|  | Avebrevicauda                   |
|  |                                 |

|  | Avebrevicauda |
|  |               |

|  | Shenzhouraptor |
|  |                |
|  | Rahonavis      |
|  |                |

|  | Balaur                          |
|  |                                 |
|  | \| \| Avebrevicauda \| \| \| \| |
|  |                                 |
|  | Avebrevicauda                   |
|  |                                 |

|  | Avebrevicauda |
|  |               |

|  | Shenzhouraptor |
|  |                |
|  | Rahonavis      |
|  |                |

|  | Balaur                          |
|  |                                 |
|  | \| \| Avebrevicauda \| \| \| \| |
|  |                                 |
|  | Avebrevicauda                   |
|  |                                 |

|  | Avebrevicauda |
|  |               |

|  | Shenzhouraptor |
|  |                |
|  | Rahonavis      |
|  |                |

|  | Balaur                          |
|  |                                 |
|  | \| \| Avebrevicauda \| \| \| \| |
|  |                                 |
|  | Avebrevicauda                   |
|  |                                 |

|  | Avebrevicauda |
|  |               |

### Danh pháp đồng nghĩa

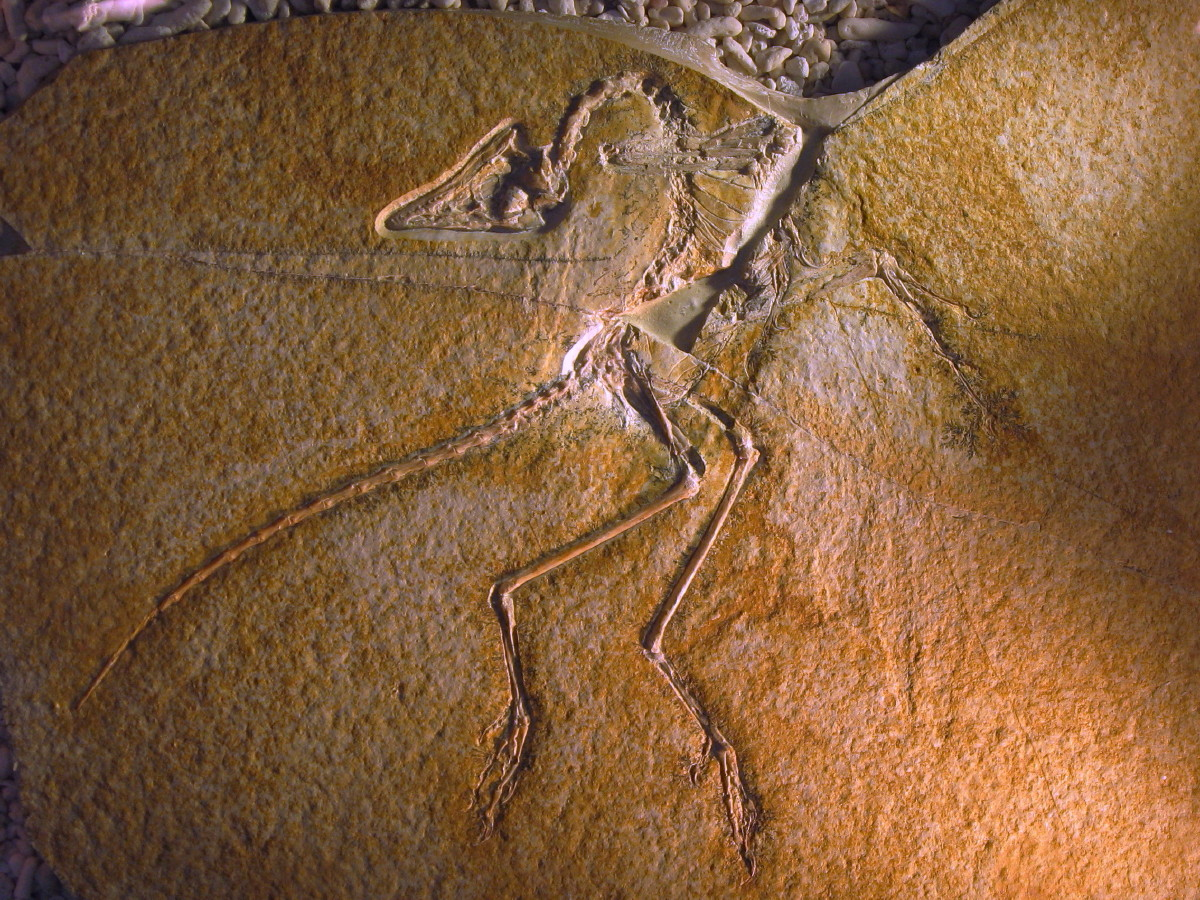
Mẫu vật Eichstätt, từng được cho là của một chi riêng, Jurapteryx

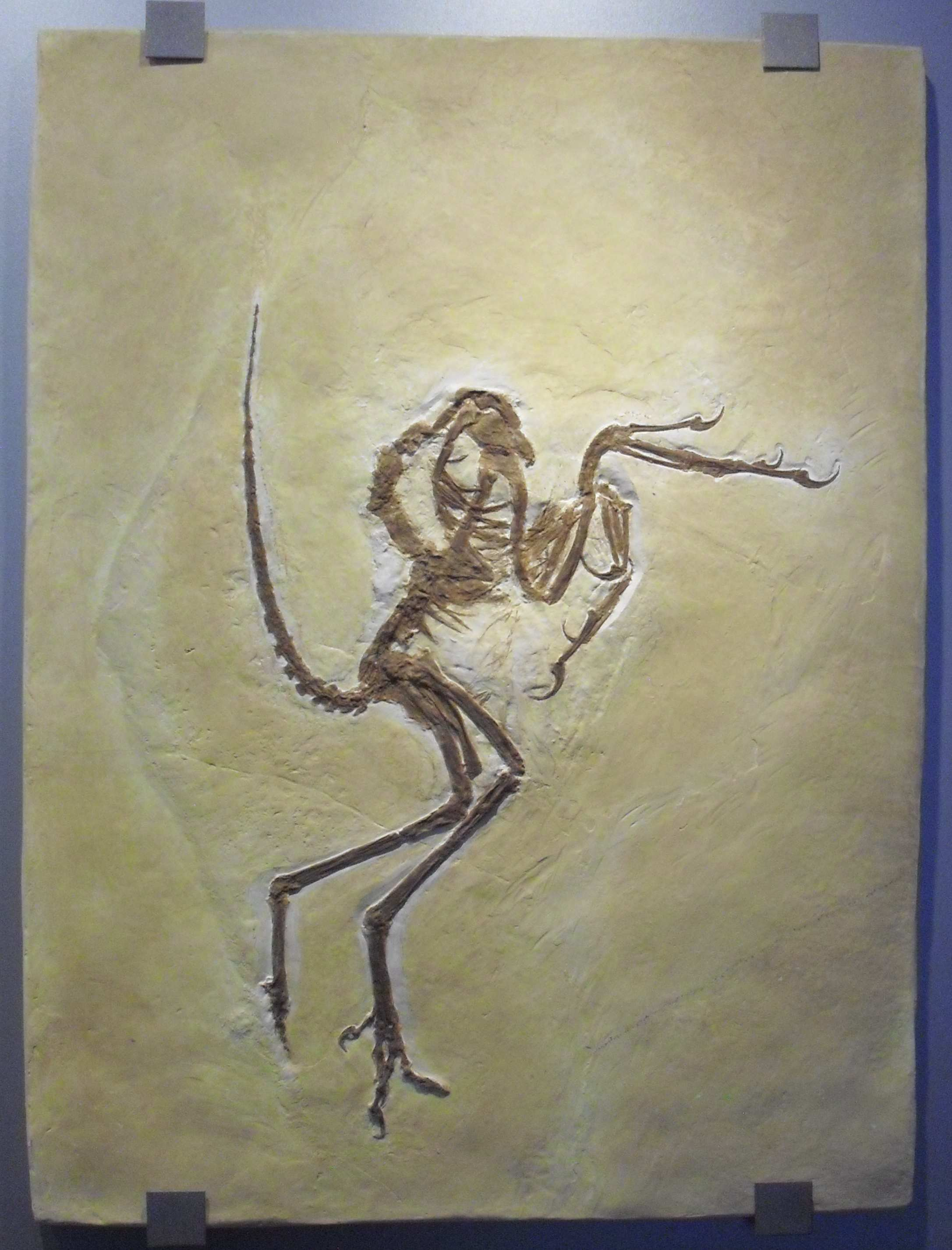
Mẫu vật Solnhofen, vài người cho rằng chúng thuộc chi Wellnhoferia

- Archaeopteryx lithographica Meyer, 1861 
  - Pterodactylus crassipes Meyer, 1857 [suppressed in favor of A. lithographica 1977 per ICZN Opinion 1070]
  - Rhamphorhynchus crassipes (Meyer, 1857) (as Pterodactylus (Rhamphorhynchus) crassipes) [suppressed in favor of A. lithographica 1977 per ICZN Opinion 1070]
  - Scaphognathus crassipes (Meyer, 1857) Wagner, 1861 [rejected in favor of A. lithographica 1977 per ICZN Opinion 1070]
  - Archaeopterix lithographica Anon., 1861 [lapsus]
  - Griphosaurus problematicus Wagner, 1862 [rejected name 1961 per ICZN Opinion 607]
  - Griphornis longicaudatus Woodward, 1862 [rejected name 1961 per ICZN Opinion 607]
  - Griphosaurus longicaudatum (Woodward, 1862) [lapsus]
  - Griphosaurus longicaudatus (Owen, 1862) [rejected name 1961 per ICZN Opinion 607]
  - Archaeopteryx macrura Owen, 1862 [rejected name 1961 per ICZN Opinion 607]
  - Archaeopterix macrura Owen, 1862 [lapsus]
  - Archaeopterix macrurus Egerton, 1862 [lapsus]
  - Archeopteryx macrurus Owen, 1863 [unjustified emendation]
  - Archaeopteryx macroura Vogt, 1879 [lapsus]
  - Archaeopteryx oweni Petronievics, 1917 [rejected name 1961 per ICZN Opinion 607]
  - Archeopteryx macrura Ostrom, 1970 [lapsus]
  - Archaeopteryx crassipes (Meyer, 1857) Ostrom, 1972 [rejected in favor of A. lithographica 1977 per ICZN Opinion 1070]
  - Gryphornis longicaudatus Lambrecht, 1933 [lapsus]
  - Gryphosaurus problematicus Lambrecht, 1933 [lapsus]
  - Archaeopteryx macrourus Owen, 1862 fide Lambrecht, 1933 [lapsus]
  - Archaeopterix lithographica di Gregorio, 1984 [lapsus]
  - Archaeopteryx recurva Howgate, 1984
  - Jurapteryx recurva (Howgate, 1984) Howgate, 1985
- Archaeopteryx siemensii Dames, 1897
  - Archaeopteryx siemensi Dames, 1897 [lapsus]
  - Archaeornis siemensii (Dames, 1897) Petronievics, 1917[27]
  - Archaeornis siemensi (Dames, 1897) fide Lambrecht, 1933? [lapsus]
  - Archaeopteryx bavarica Wellnhofer, 1993
  - Wellnhoferia grandis Elżanowski, 2001

"Archaeopteryx" vicensensis (Anon. fide Lambrecht, 1933) là nomen nudum của một loài thằn lằn có cánh không được mô tả.